# Reece City
Reece City és una població del Comtat d'Etowah a l'estat d'Alabama. Segons el cens del 2000 tenia 634 habitants.

## Demografia
Segons el cens del 2000, Reece City tenia 634 habitants, 246 habitatges, i 203 famílies La densitat de població era de 79,2 habitants/km².
Dels 246 habitatges en un 29,7% hi vivien nens de menys de 18 anys, en un 70,7% hi vivien parelles casades, en un 8,1% dones solteres, i en un 17,1% no eren unitats familiars. En el 16,7% dels habitatges hi vivien persones soles el 8,9% de les quals corresponia a persones de 65 anys o més que vivien soles. El nombre mitjà de persones vivint en cada habitatge era de 2,58 i el nombre mitjà de persones que vivien en cada família era de 2,87.
Per edats la població es repartia de la següent manera: un 22,6% tenia menys de 18 anys, un 7,6% entre 18 i 24, un 24,8% entre 25 i 44, un 27,3% de 45 a 60 i un 17,8% 65 anys o més.
L'edat mediana era de 41 anys. Per cada 100 dones hi havia 103,2 homes. Per cada 100 dones de 18 o més anys hi havia 100,4 homes.
La renda mediana per habitatge era de 37.262 dòlars i la renda mediana per família de 39.444dòlars. Els homes tenien una renda mediana de 30.833 dòlars mentre que les dones 21.000 dòlars. La renda per capita de la població era de 16.384 dòlars. Aproximadament el 10,7% de les famílies i el 13,2% de la població estaven per sota del llindar de pobresa.

## Poblacions properes
El següent diagrama mostra les poblacions més properes.